# Staw kulisty
Staw kulisty (articulatio cotylica) – rodzaj stawu, w którym jedna powierzchnia stawowa jest wykształcona w formie wycinka kuli, druga jest jej negatywem, czyli panewką. W stawie kulistym wolnym (np. staw ramienny u człowieka) głowa jest o wiele większa od panewki, co decyduje o bardzo dużej ruchomości, natomiast w stawie kulistym panewkowym (np. staw biodrowy u człowieka) głęboka panewka obejmuje głowę aż poza jej równik powodując ograniczenie zakresu ruchów. Wykonywane ruchy w stawie kulistym to: zginanie i prostowanie, odwodzenie i przywodzenie, skręt na zewnątrz i do wewnątrz oraz ruch wypadkowy – obwodzenie.